# Anastasia av Grekland
Anastasia av Grekland, ursprungligen Nancy (Nonnie) May Stewart, född 20 januari 1878 i Zanesville, Ohio, USA, död 29 augusti 1923 i London, England, var genom giftemål prinsessa av Grekland. 
Hon gifte sig för tredje gången 1 januari 1920 med prins Christoffer av Grekland (1888–1940). Hon var dotter till den förmögne amerikanske industrimannen William Charles Stewart och dennes hustru Mary Holden.

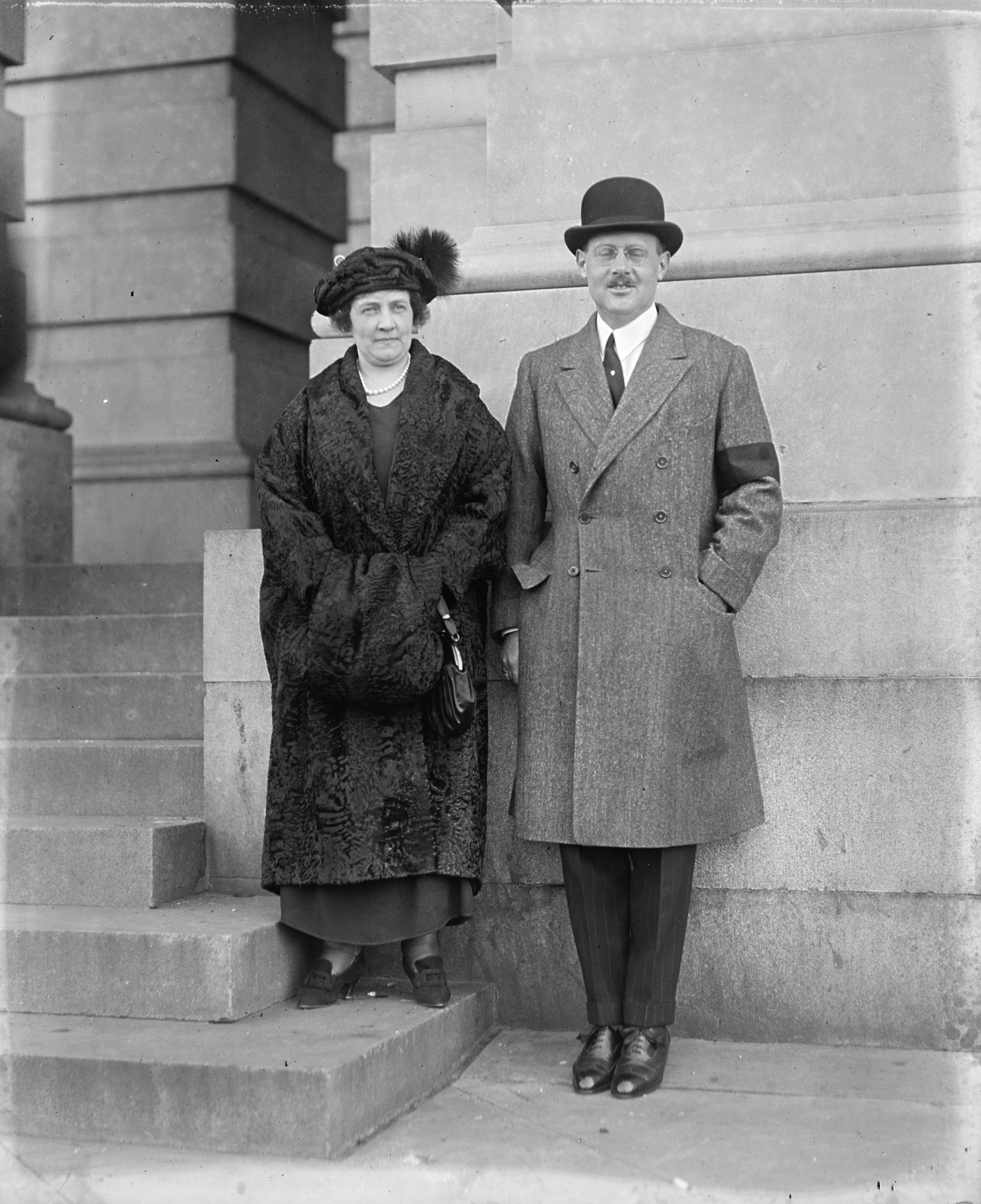
Prinsessan Anastasia tillsammans med maken Prins Christoffer i mars 1923.